# Andrés Vargas Peña
Andrés Vargas Peña (ur. 6 grudnia 1946 w Villa de la Paz) – meksykański duchowny rzymskokatolicki, w latach 2019–2025 biskup Xochimilco.

## Życiorys
Święcenia kapłańskie przyjął 12 października 1973 i został inkardynowany do archidiecezji San Luis Potosí. Był m.in. wykładowcą i ojcem duchownym seminarium, wikariuszem biskupim ds. duszpasterskich oraz asystentem przy kurialnym wydziale ds. formacji stałej kapłanów.
22 czerwca 2010 został mianowany biskupem pomocniczym Meksyku ze stolicą tytularną Utimmira. Sakry biskupiej udzielił mu 30 lipca 2010 kard. Norberto Rivera Carrera. Jako biskup odpowiadał za Wikariat VIII.
28 września 2019 otrzymał nominację na ordynariusza nowo powstałej diecezji Xochimilco.
11 lutego 2025 papież Franciszek przyjął jego rezygnację z pełnionego urzędu złożoną ze względu na wiek. 